# Товстоган Євгенія Іванівна
Євгенія Іванівна Товстоган (3 квітня 1965) — українська радянська гандболістка, виступала за клуб «Спартак» (Київ), бронзовий призер XXIV Олімпійських ігор 1988 року.

## Біографія
Виступала за команду Спартак (Київ), чемпіон СРСР. Тренери: Березін В.П., Турчин І.Є.
Заслужений майстер спорту СРСР (1986).
Чемпіонка світу (1986). Володарка Кубка європейських чемпіонів (1986-1988). 
У 1988 році, разом з жіночою командою СРСР по гандболу завоювала бронзову медаль Олімпіади 1988. В фінальній частині змагань зіграла чотири матчі і забила десять голів.
Закінчила Київський державний інститут фізичної культури (1992). 